# Во имя любви (телесериал, 2008)
Во имя любви (исп. En nombre del amor) — мексиканская 170-серийная мелодрама с элементами драмы 2008-09 гг. производства Televisa, являющаяся адаптацией мексиканского телесериала Горькие цепи, вышедшего на экраны в 1991 году. Лауреат двенадцати наград и премий.

## Сюжет
Карлота и Макарена Эспиноса де лос Монтерос — две одинокие сестры, которые влюбились в одного и того же человека, Кристобаля. Макарена — это женщина с добрым и любящим сердцем, а её сестра женщина противоположная ей, всегда дерзит и обижается на всех. Не выдержав любовного треугольника, Кристобаль покидает город и тогда к Карлоте приходит мысль отомстить как своей сестре Макарене, так и Кристобалю.

## Создатели телесериала

### В ролях
- Виктория Руффо - Macarena Espinoza de los Monteros
- Артуро Пениче - Juan Cristóbal Gamboa Martelli
- Летисия Кальдерон - Carlota Espinoza de los Monteros
- Laura Flores - Camila Ríos
- Сесар Эвора - Eugenio Lizardi
- Natalia Esperón - Luz Laguillo
- Allisson Lozz - Paloma Espinoza de los Monteros Díaz / Paloma Gamboa Espinoza de los Monteros
- Altair Jarabo - Romina Mondragón Ríos
- Sebastián Zurita - Emiliano Sáenz Noriega
- Zoraida Gómez - Liliana Vega
- Альфредо Адаме - Rafael Sáenz
- Víctor Cámara - Orlando Ferrer
- Магда Гусман - Rufina "Rufi" Martínez
- Carmen Montejo - Madeleine Martelli Vda. de Gamboa
- Olivia Bucio - Diana Gudelia Noriega de Sáenz
- Херардо Мургия - Juan Carmona / Basilio Gaitán
- Luis Hacha - Iñaki Iparraguirre
- Erick Elías - Gabriel Lizardi
- Ferdinando Valencia - Germán Altamirano
- Pablo Magallanes - Aarón Eugenio Cortázar
- Queta Lavat - Madre Superiora
- Анхелина Пелаэс - Arcadia Ortiz
- Лусеро Ландер - Inés Cortázar
- Эдуардо Линьян - Padre Benito Farías
- Уго Масиас Макотела - Padre Mateo
- Давид Остроски - Rodolfo Bermúdez
- Иоланда Вентура - Angélica Ciénega
- Пати Диас - Natalia Ugarte de Iparraguirre
- Conrado Osorio - Roberto Juárez
- Zoila Quiñones - Doña Meche
- Ramón Abascal - Joel Martínez
- Jorge Alberto Bolaños - Samuel Mondragón
- Haydeé Navarra - Miriam
- Claudia Godínez - Ana Mar
- Серхио Каталан - Darío Peñaloza
- Lola Forner - Carmen
- Manuel Navarro - Alonso Iparraguirre
- Эдуардо Капетильо - Javier Espinoza de los Monteros
- Биби Гайтан - Sagrario Díaz de Espinoza de los Monteros
- Manuel Capetillo Villaseñor - Edmundo
- Альфонсо Итурральде - Juancho
- Rubén Cerda - Juez
- Mago Kadima - Licenciado Rojas
- Rafael Valdez - Salvador "Chava"
- Gaby Mellado - Sandra "Sandy"
- Carlos Girón - Eric
- Yanni Torres - Paloma Espinoza de los Monteros Díaz (Niña)
- Georgina Domínguez - Romina Mondragón Ríos (Niña)
- Luciano Corigliano - Emiliano Sáenz Noriega (Joven)
- Luciano Collado Calderón - Hijo de Mónica
- Луис Гатика - Fiscal Cordero
- Benjamin Islas - Lic. Altamirano
- Mariney Sendra
- Josué Arévalo Meyer
- Abril Onyl - Juanita
- Gina Gálvez
- Roxana Puente - Lourdes
- Beatriz Morayra - Lorena Lozano Peniche
- Полли - Melanie
- Cherry Sayta
- Alexa García
- María José Orea
- Denisse Cahue
- Cris García
- Sofía Escobosa
- Khristian Clausen
- Regina Rojas - Mónica
- Rommy Moreno
- Луис Кутюрье - Rodrigo Espinoza de los Monteros

## Награды и премии
Телесериал был 19 раз номинирован, из которых победу одержали 12 номинаций.

### ACE (4 из 4)
Итак, победителями стали:
- лучшими актёрами признаны Артуро Пениче и Летисия Кальдерон.
- лучшим режиссёром-постановщиком признана Карина Дюпрес.
- Карлос Морено Лагильо получил премию за лучший телесериал.

### Microfono de Oro (2 из 2)
Итак, победителями стали:
- лучшими актёрами признаны Артуро Пениче и Летисия Кальдерон.

### People en Español (4 из 8)
Итак, победителями стали:
- Карлос Морено Лагильо получил премию за лучший подбор актёров на съёмки.
- лучшей актрисой признана Элиссон Лосано Мариан.
- лучшей злодейкой признана Летисия Кальдерон.
- лучшей парой признаны Элиссон Лосано Мариан и Себастьян Сурита.

### TVyNovelas(2 из 5)
- Летисия Кальдерон получила премию за лучшую отрицательную роль.
- Себастьян Сурита получил премию за лучшее мужское откровение.

## Показ в РФ
В РФ телесериал Во имя любви демонстрировался на телеканале Zone Romantica, который вещал через кабельные и спутниковые сети в 2010 году.